# Domenic Marte
Domenic Marte (también conocido como Domenic M y D. Marte ) es un cantante estadounidense. En 2004, lanzó su álbum debut titulado Intimamente. Su sencillo principal "Ven Tú" alcanzó el puesto número 9 en el Billboard Tropical Chart; su dueto con la también cantante estadounidense Luz Ríos, "Muero de Celos" alcanzó el puesto número

## Primeros años
Domenic Marte nació y se crio en Lawrence, Massachusetts. Su padre es de República Dominicana, mientras que su madre es de Puerto Rico.

## Carrera profesional
Marte es ampliamente conocido y reconocido por iniciar la tendencia del pop bachata en todo el mundo en 2004 con su primer álbum, Intimamente. "Ven Tu" fue el primer sencillo lanzado. Se convirtió en una canción de éxito mundial y estuvo en el top 10 del Billboard Tropical Chart en 2004. La canción todavía se está reproduciendo en estaciones de radio mexicanas tropicales, españolas contemporáneas y regionales en los Estados Unidos y en el extranjero.
Marte también produjo y arregló la música de sus álbumes. Escribió seis canciones en su primer álbum, Intimamente, seis canciones en Deseos De Amarte y seis canciones en The Voice .
En 2007, "Deseos De Marte" alcanzó el puesto número 5 en la lista de canciones tropicales.
En 2010 fue nominado a tres premios (Canción del año, Mejor Artista Masculino y Artista Tropical Tradicional del Año) por Premio Lo Nuestro, un programa de premios de Univision.
En 2015 se convirtió en el primer cantante de bachata en sacar un álbum de bachata totalmente en inglés, titulado For the World. El álbum consta de 12 canciones de sus álbumes anteriores Intimamente, Deseos De Amarte y The Voice. También incluye versiones de las canciones "Pretty Woman" de Roy Orbison , "If Loving You Is Wrong" de Luther Ingram y "Hard To Say I'm Sorry" de Chicago .
El 22 de junio de 2016 lanzó su primer sencillo, "Como Quisiera", en su sello independiente DBR Records. Este fue el primer sencillo de su quinto álbum Al Fin Libre, cuyo lanzamiento está previsto para 2018.
El 28 de junio de 2016, "Como Quisiera" debutó en el puesto 39 en las listas de música estadounidense bajo Tropical Latin Charts. Este fue el primer sencillo de su sello discográfico independiente DBR Records.
El 16 de julio de 2016, "Como Quisiera" de Marte debutó en el puesto 37 en la semana del 16 de julio de 2016 en el Billboard Tropical Chart como el debut de mayor rango con una bala en su canción.
El 29 de agosto de 2016, la canción de Marte "Como Quisiera" pasó a "Muero De Celos", presentando a Luz Ríos en el Billboard Tropical Chart en el puesto 4 de la semana del 10 de septiembre de 2016. Este fue la segunda canción de Marte en figurar en el top 5 en la lista Billboard Tropical Chart, y su primera canción en el # 4 en su sello DBR Records.
El 7 de septiembre de 2016, para la semana del 17 de septiembre, en el Billboard Tropical Chart, Marte alcanzó la posición más alta en su carrera con "Como Quisiera" en DBR Records en el # 3. Esto superó a su exitosa canción "Muero De Celos" con Luz Ríos, que alcanzó el puesto número 5 en la lista Billboard Tropical en 2012. 
El 27 de septiembre de 2016, la canción "Como Quisiera" alcanzó el número 1 en la lista de Billboard  por primera vez.
En diciembre de 2016, Marte entró en el puesto 39 en la lista tropical de Billboard con su sencillo debut a dúo más alto "No Ves Que Te Amo", con Brenda K Starr.
El 25 de julio de 2017, Marte ingresó al Billboard Tropical Chart con su mayor entrada debut, con "Yo Queria" en el puesto 22. Este fue el tercer sencillo de su álbum de 2018, Al Fin Libre .
El 21 de abril de 2018, Marte ingresó al Billboard Tropical Chart con "Tu Final" en el puesto 24.
El 1 de mayo de 2018, Marte hizo historia con su segunda canción número uno en las obras de BDS Neilson Tropical. De su álbum Al Fin Libre , "Tu Final" se convirtió en la segunda canción en alcanzar el # 1.
En marzo de 2018 tuvo su primera canción # 1 en Music Choice en Tropical Station, con "Tu Final". Esta fue su segunda canción número uno en su nuevo álbum Al Fin Libre.

## Premios y reconocimientos
- "Premio Lo Nuestro" en 2005 y 2010 como Canción del Año / Artista Masculino del año / Artista Tropical Tradicional del Año
- Premios Billboard de la Música Latina 2005  - Artista del año.[3]
- Premios Latin Pride 2008  - Artista del año.[4]
- Premios estrella de Nueva York.
- Premios Charolos.
- Premios Ciculo Dorado.